# من یک فرشته دیدم
من یک فرشته دیدم (به تامیلی: Devathaiyai Kanden) و (به انگلیسی: I Saw an Angel) فیلمی هندی محصول سال ۲۰۰۵ و به کارگردانی بوپاتی پاندی است. در این فیلم بازیگرانی همچون دنوش، سری‌دیوی ویجی‌کومار، کاروناس و نثار ایفای نقش کرده‌اند.